# USS Soley (DD-707)
USS Soley (DD-707) là một tàu khu trục lớp Allen M. Sumner được Hải quân Hoa Kỳ chế tạo trong Chiến tranh Thế giới thứ hai. Nó là chiếc tàu chiến duy nhất của Hải quân Mỹ được đặt theo tên James R. Soley (1850-1911), một sử gia hải quân từng đảm nhiệm vai trò Trợ lý Bộ trưởng Hải quân từ năm 1889 đến năm 1893. Nó đã hoạt động cho đến hết Thế Chiến II, xuất biên chế một thời gian ngắn, rồi tiếp tục phục vụ sau đó trong Chiến tranh Triều Tiên và như một tàu huấn luyện cho đến khi ngừng hoạt động và bị đánh chìm như mục tiêu năm 1970. Soley được tặng thưởng một Ngôi sao Chiến trận do thành tích phục vụ trong Chiến tranh Triều Tiên.

## Thiết kế và chế tạo
Soley được đặt lườn tại xưởng tàu của hãng Federal Shipbuilding and Drydock Company ở Kearny, New Jersey vào ngày 18 tháng 4 năm 1944. Nó được hạ thủy vào ngày 8 tháng 9 năm 1944; được cùng đỡ đầu bởi các bà C. M. Cornfelt, Howard C. Dickinson và Howard C. Dickinson, Jr. Nó nhập biên chế vào ngày 7 tháng 12 năm 1944 dưới quyền chỉ huy của Trung tá Hải quân John S. Lewis.

## Lịch sử hoạt động

### 1944 - 1945
Soley lên đường vào ngày 29 tháng 12 năm 1944 cho chuyến đi chạy thử máy tại vùng biển Bermuda, và quay trở về vào ngày 1 tháng 2 năm 1945, đi đến Xưởng hải quân Brooklyn để đại tu sau thử máy, rồi gia nhập Hạm đội Đại Tây Dương tại Norfolk, Virginia vào ngày 18 tháng 2. Sau một giai đoạn phục vụ tại khu vực Virginia Capes như một tàu huấn luyện, nó nhận mệnh lệnh đi sang vùng bờ Tây Hoa Kỳ.
Đi đến San Diego, California vào ngày 17 tháng 8, Soley tiếp tục hướng sang phía Tây, đi đến Trân Châu Cảng mười ngày sau đó, và tiếp tục hành trình hướng đến quần đảo Marshall, đi đến đảo san hô Kwajalein vào ngày 5 tháng 9. Mặc dù chiến tranh đã chính thức kết thúc, nó vẫn phải gia nhập Đơn vị Đặc nhiệm 96.15.1, và khởi hành hai ngày sau đó để đi đến đảo Kusaie ở phía cực Đông quần đảo Caroline, tiếp nhận sự đầu hàng của binh lính Lục quân Nhật Bản. Biên bản đầu hàng được ký kết vào ngày 8 tháng 9, và chiếc tàu khu trục tiếp tục ở lại Kusaie cho đến giữa tháng 10.
Từ ngày 14 tháng 10 đến ngày 17 tháng 12, Soley hoạt động dưới quyền chỉ huy trực tiếp của Tư lệnh khu vực quần đảo Marshall-Gilbert. Nó hai lần được huy động vào nhiệm vụ vận chuyển tù binh chiến tranh Nhật Bản từ các đảo ngoại vi về Kwajalein để chuẩn bị xét xử trước Tòa án quốc tế về tội ác chiến tranh. Nổi bật trong số đó là Chuẩn đô đốc Shigematsu Sakaibara, nguyên tư lệnh lực lượng Nhật Bản đồn trú tại đảo Wake. Đến ngày 18 tháng 12, nó rời khu vực quần đảo Marshall để đi đến Nhật Bản làm nhiệm vụ cùng lực lượng chiếm đóng, đi đến Yokosuka vào ngày 27 tháng 12.

### 1946 - 1952
Vào tháng 2, 1946, Soley rời Nhật Bản để quay trở về Hoa Kỳ ngang qua Hawaii, Long Beach, California và kênh đào Panama, về đến Casco Bay, Maine. Vào tháng 12, nó đi đến vịnh Guantánamo, Cuba cho một lượt thực tập huấn luyện trước khi đi đến Charleston, South Carolina, nơi nó được cho xuất biên chế vào ngày 15 tháng 4, 1947, và đưa về thành phần dự bị thuộc Hạm đội Dự bị Đại Tây Dương.
Soley được cho nhập biên chế trở lại vào ngày 29 tháng 1, 1949, và được chuyển đến Xưởng hải quân Charleston để được đại tu từ tháng 3 đến tháng 5. Sau chuyến đi chạy thử máy huấn luyện tại khu vực vịnh Guantánamo, nó gia nhập Hải đội Khu trục 20 và đặt cảng nhà tại Norfolk, Virginia. Con tàu tiến hành các hoạt động thường lệ dọc theo vùng bờ Đông cho đến ngày 4 tháng 8, 1950, khi nó lên đường cho một lượt phục vụ cùng Đệ Lục hạm đội tại Địa Trung Hải. Con tàu đã đại diện cho Hoa Kỳ tại lễ tang của Vua Gustaf V của Thụy Điển, khi có mặt tại Stockholm vào ngày 9 tháng 11 cùng Chuẩn đô đốc Walter F. Boone, Tổng tư lệnh Lực lượng Hải quân Đông Đại Tây Dương và Địa Trung Hải trên tàu. Nó gia nhập trở lại Đệ Lục hạm đội vào tháng 12, rồi đến tháng 1, 1951 đã quay trở về Norfolk để đại tu.

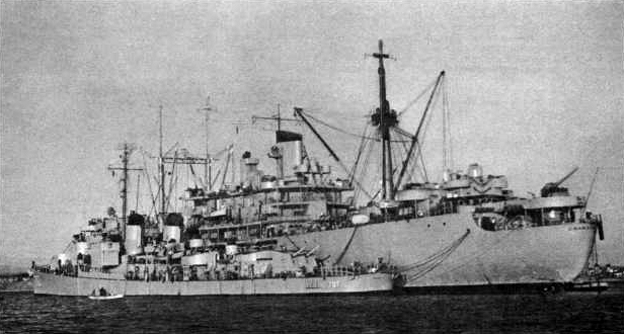
USS Soley bên cạnh tàu tiếp liệu khu trục tại Augusta, Sicily vào ngày 16 tháng 12, 1950.

Hoàn tất việc sửa chữa vào ngày 15 tháng 5, Soley tiến hành huấn luyện ôn tập tại khu vực vịnh Guantánamo, rồi tiếp nối các hoạt động thường lệ dọc theo vùng bờ Đông cho đến tháng 5, 1952, khi nó cùng ba tàu khu trục khác khởi hành vào ngày 15 tháng 5 để đi Nhật Bản ngang qua kênh đào Panama và Trân Châu Cảng. Nó đi đến Yokosuka vào ngày 18 tháng 6.

### Chiến tranh Triều Tiên
Soley đi lên phía Bắc để tiến vào vùng chiến sự của cuộc Chiến tranh Triều Tiên, và từ ngày 22 tháng 6 đến ngày 1 tháng 7 đã hộ tống chống tàu ngầm cho Lực lượng Đặc nhiệm 77, lực lượng tàu sân bay nhanh thuộc Đệ Thất hạm đội. Trong giai đoạn này, máy bay từ tàu sân bay đang ném bom các nhà máy thủy điện của Bắc Triều Tiên trên sông Áp Lục.
Soley cùng với tàu tuần dương hạng nặng Helena (CA-75) được cho tách ra khỏi lực lượng để bắn hỏa lực hỗ trợ cho cuộc chiến trên bộ. Sau đó nó và Helena gia nhập cùng thiết giáp hạm Iowa, và cả ba đã tiến hành bắn phá Wonsan, Kojo và Kosong cho đến ngày 9 tháng 7. Từ ngày 21 tháng 7 đến ngày 22 tháng 8, nó hoạt động cùng Lực lượng Đặc nhiệm 95, lực lượng bắn phá và hộ tống Liên Hợp Quốc, tại khu vực Wonsan-Hŭngnam và phía Bắc; con tàu đã bắn phá các mục tiêu đường sắt, cầu và đường hầm, đồng thời đưa lên tàu hơn 60 tù binh chiến tranh và người tị nạn trên các tàu buồm tại khu vực bắn phá. Sang đầu tháng 9, chiếc tàu khu trục hoạt động cùng một đội tìm-diệt tàu ngầm trước khi quay trở lại cùng Lực lượng Đặc nhiệm 77 vào ngày 15 tháng 9, tiếp tục hoạt động cùng các tàu sân bay cho đến ngày 9 tháng 10, khi nó lên đường đi Sasebo.
Soley sau đó rời khu vực Viễn Đông vào ngày 19 tháng 10 để quay trở về Hoa Kỳ. Nó đi ngang qua Malaya, Ceylon, Hồng Hải và kênh đào Suez, ghé thăm các cảng Ý và Pháp cùng Gibraltar; trước khi về đến Norfolk vào ngày 12 tháng 12, hoàn tất một chuyến đi vòng quanh thế giới. Nó lên đường vào ngày 25 tháng 1, 1953 cho những hoạt động tại vùng biển Caribe, và sau khi quay về Norfolk nó được đại tu từ ngày 30 tháng 4 đến ngày 21 tháng 8. Một đợt huấn luyện ôn tập được thực hiện từ ngày 3 tháng 9 đến ngày 2 tháng 11, và sau đó nó lại chuẩn bị cho một lượt hoạt động khác ở nước ngoài.
Soley cùng các tàu khu trục Strong (DD-758) và Barton (DD-722) rời Norfolk vào ngày 4 tháng 1, 1954 để đi sang vùng bờ Tây. Họ băng qua kênh đào Panama vào ngày 9 tháng 1, và khi thả neo một thời gian ngắn tại San Diego, California, tàu khu trục Stickell (DDR-888) đã cùng tham gia cho chặng đường tiếp tục đi sang phía Tây. Đi ngang qua Trân Châu Cảng và Midway, lực lượng đi đến Yokosuka vào ngày 7 tháng 2, thực hiện một lượt tuần tra ngoài khơi bán đảo Triều Tiên, viếng thăm Hong Kong trong chặng đường quay về ngang qua Nam Phi, và về đến Norfolk vào ngày 10 tháng 8, 1954, như vậy một lần nữa lại hoàn tất một chuyến đi vòng quanh thế giới khác.

### 1955 - 1970
Soley hoạt động dọc theo vùng bờ Đông cho đến khi được phái sang Địa Trung Hải từ tháng 7, 1956 đến tháng 2, 1957, rồi thêm một đợt khác từ tháng 7 đến tháng 12, 1957. Nó đang tham gia Chiến dịch "Springboard 58", cuộc tập trận thường niên hàng năm tại vùng biển Caribe vào tháng 1, 1958, khi nó cùng Barton cứu vớt thủy thủ đoàn của chiếc SS St. Eleftiero vốn bị đắm sau đó. Rồi trong đợt bố trí sang Địa Trung Hải từ tháng 10, 1958 đến tháng 4, 1959, đang khi ở khu vực Đông Địa Trung Hải vào tháng 12, 1958, Soley đã đáp ứng lại tín hiệu cầu cứu khẩn cấp phát ra từ chiếc tàu chở dầu mang cờ Panama Mirador trong vịnh İskenderun, Thổ Nhĩ Kỳ. Chiếc tàu chở dầu bị tai nạn hỏa hoạn, và khi trợ giúp chữa cháy, một thủy thủ của Soley đã thiệt mạng.
Soley tiếp tục đi đến Beirut vào ngày 12 tháng 1, 1959, nơi nó trợ giúp cho Mirador một lần nữa khi hỏa hoạn tái phát trên chiếc tàu chở dầu; và trong chuyến đi này tổng cộng con tàu đã ghé thăm các cảng Gibraltar; vịnh Juan, Malta; Cartagena, Athens, Beirut, Genoa, San Remo, Marseilles, Barcelona và Rota, Tây Ban Nha. Nó quay trở về Norfolk vào ngày 9 tháng 4.
Từ ngày 8 tháng 5, Soley hoạt động cùng các tàu sân bay Essex (CV-9) và Saratoga (CV-60) trong hai tuần lễ ngoài khơi bờ biển Florida, rồi quay trở về Norfolk vào giữa tháng 5. Sau đó nó tham gia cuộc tập trận Intex tại vùng biển Nam Đại Tây Dương và viếng thăm Mayport, Florida. Con tàu quay trở về Norfolk vào đầu tháng 6 để tham gia TRAMIDLEX, cuộc tập trận đổ bộ có sự tham gia của các học viên sĩ quan. Nó mắc tai nạn va chạm với một con cá voi, làm hư hại nặng vòm sonar, buộc phải quay trở về Xưởng hải quân Norfolk để sửa chữa từ ngày 1 tháng 7.
Thời gian còn lại của năm 1959 được Soley dành trọn cho hoạt động thực hành tìm-diệt chống tàu ngầm dọc bờ biển Đại Tây Dương. Con tàu lại được bố trí sang Địa Trung Hải từ tháng 9, 1961 đến tháng 3, 1962; và một đợt nữa từ ngày 29 tháng 3 đến ngày 4 tháng 9, 1963. Trong vụ Khủng hoảng tên lửa Cuba từ tháng 10 đến tháng 12, 1962, nó đã phục vụ trong thành phần lực lượng phong tỏa tại vùng biển chung quanh hòn đảo này.
Soley chuyển cảng nhà từ Norfolk, Virginia đến Charleston, South Carolina vào ngày 1 tháng 3, 1964, rồi từ ngày 1 tháng 4 bất đầu đảm nhiệm vai trò tàu huấn luyện cho lực lượng Hải quân Dự bị Hoa Kỳ; đảm trách vai trò này cho đến khi được cho xuất biên chế vào ngày 13 tháng 2, 1970. Tên nó được rút khỏi danh sách Đăng bạ Hải quân vào ngày 1 tháng 7, 1970; và con tàu bị đánh chìm như một mục tiêu huấn luyện vào ngày 18 tháng 9, 1970 trong Đại Tây Dương về phía Bắc Puerto Rico, ở tọa độ 19°30′B 065°38′T / 19,5°B 65,633°T. Xác tàu nằm ở độ sâu khoảng 3.800 sải (22.800 ft).

## Phần thưởng
Soley được tặng thưởng một Ngôi sao Chiến trận do thành tích phục vụ trong Chiến tranh Triều Tiên.